# Dacryophyllum
Dacryophyllum là một chi rêu trong họ Hypnaceae.